# Guillermo Burdisso
Guillermo Enio Burdisso (Altos de Chipion, 24 april 1988) is een Argentijns voetballer die doorgaans als centrale verdediger speelt. Hij verruilde Boca Juniors in juli 2015 transfervrij voor Club León. Burdisso debuteerde in 2010 in het Argentijns voetbalelftal.

## Clubcarrière
Guillermo Burdisso is de jongere broer van Nicolás Burdisso, 49-voudig Argentijns international die tegenwoordig in Italië bij Genoa speelt. Burdisso speelde in Argentinië bij Club El Porvenir en CA Rosario Central, dat hem tijdens het seizoen 2009/10 uitleende aan AS Roma. Het daaropvolgende seizoen werd hij uitgeleend aan Arsenal de Sarandí. In 2012 trok hij naar Boca Juniors. In februari 2014 werd hij voor enkele maanden verhuurd aan het Turkse Galatasaray SK, waar hij niet verder kwam dan speeltijd in één wedstrijd in de Süper Lig. Burdisso maakte in 2015 de overstap naar de Mexicaanse competitie, waar hij een contract tekende bij Club León.

## Interlandcarrière
Burdisso debuteerde op 26 januari 2010 in het shirt van Argentinië, in een oefeninterland tegen Costa Rica. Argentinië won met 3–2; Burdisso maakte het tweede doelpunt voor de Argentijnen.